# Homelands in Südwestafrika

Karte der Homelands in Namibia und Südafrika

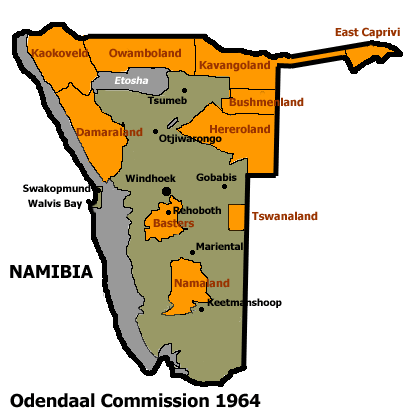
Geplante Homelands nach dem Odendaal-Plan 1964

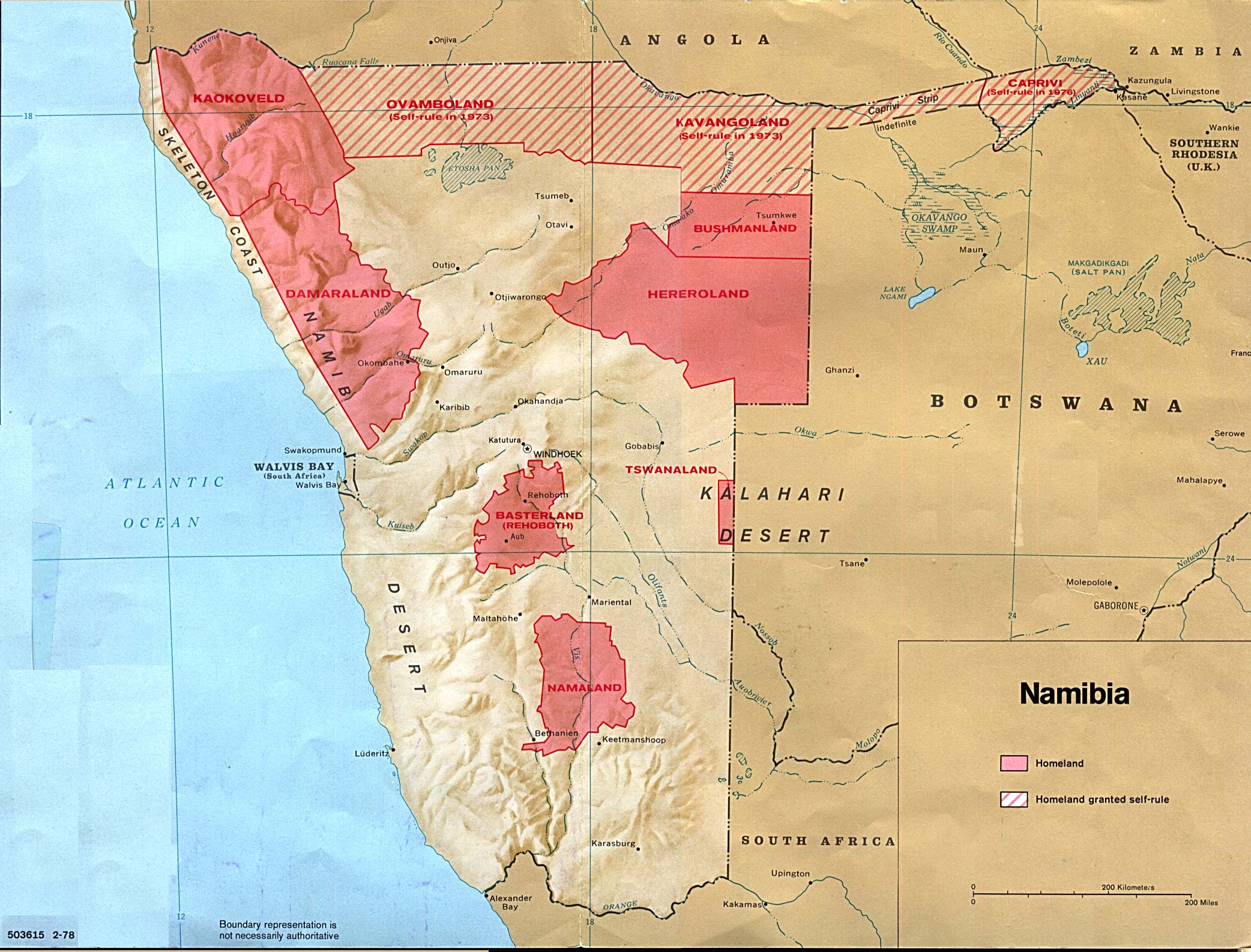
Homelands in Südwestafrika 1976

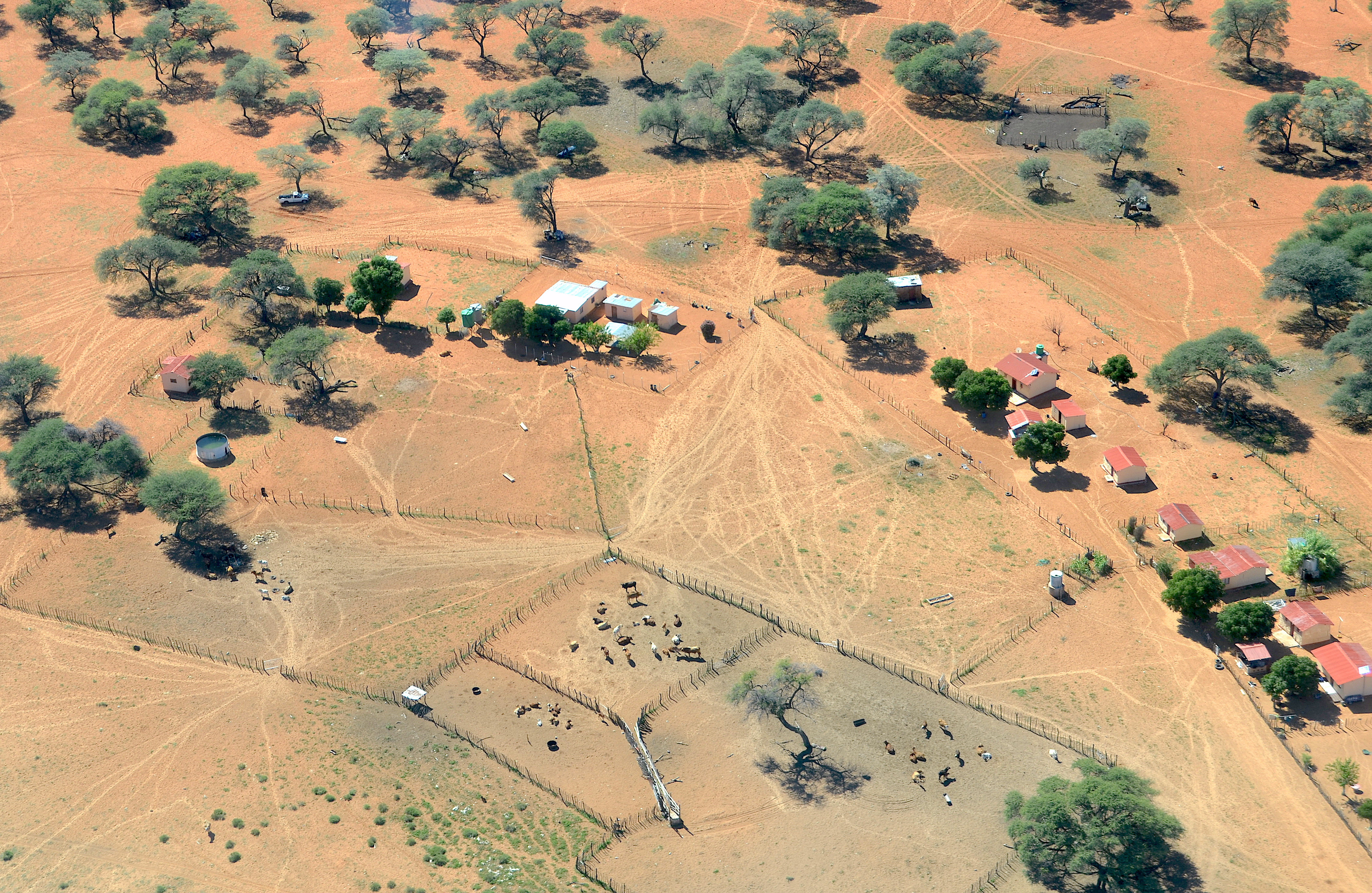
Aroams Oos im Tswanaland, Namibia (2017)

Die Gründung von Homelands in Südwestafrika wurde 1963 im Odendaal-Plan vorgeschlagen, der Empfehlungen zur infrastrukturellen und wirtschaftlichen Entwicklung von Südwestafrika (heute: Namibia) enthielt. Die von einer Regierungskommission vorgeschlagenen Schritte sahen eine analoge Entwicklung zur rassistischen Segregations-Politik auf dem Gebiet Südafrikas im damaligen Südwestafrika vor.

## Geschichte
Eine räumliche Trennung von Siedlungsgebieten zwischen der indigenen und der europäischstämmigen Bevölkerung bildete sich bereits während der deutschen Kolonialherrschaft in Südwestafrika in Ansätzen heraus. Kurt Streitwolf schlug 1902 vor, zwei Areale für die Stammesgruppen der Chiefs von Okahandja und im Waterberg-Gebiet als Reservate vorzusehen. Weitere ähnliche Festlegungen in anderen Teilen der Kolonie waren geplant, blieben jedoch durch den Ausgang des Ersten Weltkriegs unverwirklicht. 
Die nachfolgende Mandatsmacht Südafrikanische Union proklamierte zunächst weitere Areale als zugesicherten Lebensraum für einige indigene Gruppen, vertrieb aber wegen des attraktiven Agrarlands manche solcher Stammesgruppen von den für sie ursprünglich vorgesehenen Gebieten.
Neue Reservate entstanden 1947 mit einer Gesamtfläche von über 3 Millionen Hektar. Die größten Gebiete hießen Aminius Reserve, Epukiro und Waterberg East Reserve. Sie zeichneten sich infolge von Wassermangel teilweise durch sehr ungünstige Lebensverhältnisse aus.
Die Entwicklung des Siedlungsgebietes der Rehoboth Basters war einen eigenständigen Weg gegangen. Seit ihrer Einwanderung nach Südwestafrika um 1868 hatte sich unter ihnen schrittweise ein Bewusstsein zur Selbstverwaltung herausgebildet. Die südafrikanische Regierung hatte ihnen 1923 die Anerkennung ihres Raad als eines von mehreren eigenständigen Verwaltungsorganen in Aussicht gestellt. Es gab unter den Basters aber auch Strömungen, die auf eine volle Unabhängigkeit drängten. Das veranlasste Südafrika zur Rücknahme des Anerkennungsangebotes und zur Errichtung einer Lokalverwaltung auf dem Wege einer Regierungsverordnung. Später, im Verlauf der Untersuchungen der Odendaal-Kommission (1962–1963) bezüglich dieser Bevölkerungsgruppe, traten diese unterschiedlichen Sichtweisen wieder zu Tage. Es kam über einen längeren Zeitraum zu keiner Klärung, welcher Selbstverwaltungtyp gewünscht war. Das veranlasste im Januar 1969 den südafrikanischen Premierminister Vorster zusammen mit seinem Administrator für Südwestafrika dem Magistrat von Rehoboth einen Besuch abzustatten, um diese Differenzen zu diskutieren. In der Folge übernahm am 1. April 1969 die südafrikanische Regierung, in Gestalt des Minister of Coloured Affairs die Kontrolle über das Gebiet der Rehoboth Basters.

### Odendaal
1962 wurde durch die südafrikanische Regierung die Odendaal-Kommission (Commission of Enquiry into South West African Affairs) gegründet mit dem vordergründigen Ziel, die wirtschaftliche Entwicklung sowie das materielle und soziale Fortkommen der Bevölkerung Südwestafrikas, besonders der nichteuropäischstämmigen Gruppen, auf der Basis eines Fünf-Jahres-Planes voranzutreiben. Sie schlug 1964 im Report of the Commission of Enquiry into South West Africa Affairs, 1962-1963 vor, dass „Reservate“ für die einzelnen Ethnien und die Umsiedlung ihrer Angehörigen nötig seien. Der nach dem Kommissionsvorsitzenden Fox Odendaal benannte Plan wies der schwarzen und Coloured-Bevölkerung nach Stämmen getrennt etwa 40 Prozent des gesamten Gebietes von Südwestafrika zu.
Mitglieder der Kommission waren:
- Frans Hendrik Odendaal, Administrator („Gouverneur“) der südafrikanischen Provinz Transvaal,
- H. Jan van Eck, Vorstand der Industrial Development Corporation,
- H. W. Snyman, Universität Pretoria, Medizinische Fakultät,
- Johannes P. van S. Bruwer, Professor für „Volkekunde“ Universität Stellenbosch, Commissioner-General for the Indigenous Peoples of South West Africa, später Gründungs-Professor für Social  Anthropology an der University of Port Elizabeth[7]
- P. J. Quin, Fachmann für Landwirtschaft und Nahrungsgüter

als externer Berater:
- H. J. Allan, ehemaliger Chief Bantu Affairs Commissioner of South West Africa (deutsch etwa: „Hauptbeauftragter für Bantu-Angelegenheiten in Südwestafrika“).

Ferner zählten zu ihrem Personal:
- C. J. Claassen, Sekretär der Kommission
- W. J. Weidemann, Assistent des Sekretärs.

Der Plan basierte auf der Apartheidspolitik und dem darin zum Ausdruck kommenden offiziellen Prinzip der „getrennten Entwicklung“ (Rassentrennung). Konkret jedoch war er dazu gedacht, die schwarze Bevölkerungsmehrheit durch Zuweisung von stammesbezogenen Reservatsgebieten – den sogenannten Homelands – zu spalten, in Abhängigkeit von der weißen Regierung in Pretoria und ihren Administratoren für Südwestafrika zu halten und damit die Vormachtstellung der weißen Bevölkerungsminderheit zu sichern. Aus diesem Grund wurden die nicht-weißen Bewohner zunächst in zwölf Volksgruppen eingeteilt, wovon elf ein eigenes Homeland in Selbstverwaltung erhalten sollten. Davon ausgenommen waren die Cape Coloureds.
Sechs Homelands in Südwestafrika wurden auf Grundlage des Development of Self-Government for Native Nations of South-West Africa Act, No. 54 of 1968 (deutsch etwa Gesetz zur Entwicklung der Selbstverwaltung der Eingeborenennationen in Südwestafrika) 1968 gegründet. Sie bildeten Eingeborenennationen und erhielten mit der Gründung von Legislativ- und Exekutivräten Autonomie. Die Tswana und San blieben unerwähnt und die  Coloureds, Nama und Rehoboth Baster, wurden nicht berücksichtigt, da diese in die Zuständigkeit des Department of Coloured Affairs (deutsch etwa Ministerium für Angelegenheiten der Farbigen) fielen.

## Übersicht der Homelands
| Name                                                | Flagge                                                              | Gründung                                            | Ethnie                                              | Bevölkerung (1960)                                  | Fläche                                              | Hauptstadt                                          |
| Homelands gemäß dem Gesetz von 1968 (mit Autonomie) | Homelands gemäß dem Gesetz von 1968 (mit Autonomie)                 | Homelands gemäß dem Gesetz von 1968 (mit Autonomie) | Homelands gemäß dem Gesetz von 1968 (mit Autonomie) | Homelands gemäß dem Gesetz von 1968 (mit Autonomie) | Homelands gemäß dem Gesetz von 1968 (mit Autonomie) | Homelands gemäß dem Gesetz von 1968 (mit Autonomie) |
| --------------------------------------------------- | ------------------------------------------------------------------- | --------------------------------------------------- | --------------------------------------------------- | --------------------------------------------------- | --------------------------------------------------- | --------------------------------------------------- |
| Damaraland                                          | Flagge von Damaraland                                               | 1970 (1980)                                         | Damara                                              | 44.353                                              | 47.990 km²                                          | Welwitschia                                         |
| Hereroland                                          | Flagge von Hereroland                                               | 1968                                                | Herero                                              | 35.354                                              | 58.997 km²                                          | Okakarara                                           |
| Kaokoland                                           |                                                                     | 1968                                                | Himba                                               | 9.234                                               | 48.982 km²                                          | Ohopoho                                             |
| Okavangoland                                        | Flagge von Kavangoland                                              | 1970 (1968) Autonomie: 1973                         | Kavango                                             | 27.871                                              | 41.701 km²                                          | Rundu                                               |
| Ostcaprivi ab 1976 Lozi                             | Flagge von Ostcaprivi/Lozi (bis 1977) · Flagge von Lozi (nach 1977) | 1972 (1968) Autonomie: 1976                         | Lozi                                                | 15.840                                              | 11.534 km²                                          | Katima Mulilo                                       |
| Ovamboland                                          | Flagge von Owambo                                                   | 1968 Autonomie: 1. Mai 1973                         | Ovambo                                              | 239.363                                             | 56.072 km²                                          | Ondangua                                            |
| Weitere anerkannte Stammesgebiete (ohne Autonomie)  |                                                                     |                                                     |                                                     |                                                     |                                                     |                                                     |
| Buschmannland                                       | Flagge von Buschmannland                                            | 1970                                                | San                                                 | 11.762                                              | 23.927 km²                                          |                                                     |
| Namaland                                            | Flagge von Namaland                                                 | 1980                                                | Nama                                                | 34.806                                              | 21.677 km²                                          |                                                     |
| Rehoboth auch: Basterland bzw. Rehoboth Gebiet      | Flagge von Rehoboth                                                 | 1976                                                | Baster                                              | 11.257                                              | 13.860 km²                                          | Rehoboth                                            |
| Tswanaland                                          |                                                                     | 1968                                                | Batswana                                            | 9.992                                               | 1.554 km²                                           |                                                     |
| GESAMT                                              |                                                                     |                                                     |                                                     | 439.832                                             | 326.294 km²                                         |                                                     |